# Lista de presidentes de Castilla-La Mancha

## Lista de presidentes deCastilla-La Mancha
| Nº | Nome                             | Início                 | Fim                    | Partido |
| -- | -------------------------------- | ---------------------- | ---------------------- | ------- |
| 1. | Antonio Fernández-Galiano        | 29 de novembro de 1978 | 1 de fevereiro de 1982 | UCD     |
| 2. | Gonzalo Payo Subiza              | 1 de fevereiro de 1982 | 22 de dezembro de 1982 | UCD     |
| 3. | Jesús Fuentes Lázaro             | 22 de dezembro de 1982 | 6 de junho de 1983     | PSOE    |
| 4. | José Bono Martínez               | 6 de junho de 1983     | 17 de abril de 2004    | PSOE    |
| 5. | José María Barreda               | 17 de abril de 2004    | 21 de junho de 2011    | PSOE    |
| 6. | María Dolores de Cospedal García | 21 de junho de 2011    | 2 de julho de 2015     | PP      |
| 7. | Emiliano García-Page Sánchez     | 2 de julho de 2015     | Atual                  | PSOE    |